# Blysmus rufus
Espèce
Classification phylogénétique
Blysmus rufus, parfois appelé « scirpe roux », est une espèce de plante herbacée de la famille des Cyperaceae.

## Synonyme
- Scirpus littoralis Flüggé ex Rchb. (à ne pas confondre avec Scirpus litoralis Schrad., un synonyme de Schoenoplectus litoralis (Schrad.) Palla)